# Абдуллина, Айша Токебаевна
Айша Токебаевна Абдуллина (каз. Айша Төкебайқызы Абдуллина; 22 июня 1916, Верный — 26 ноября 2019) — советская и казахская театральная актриса, певица, заслуженная артистка Казахской ССР (1942), народная артистка Казахской ССР (1958).

## Биография
В 1935 году окончила двухгодичную театральную студию при Казахском драматическом театре. Актёрский факультет в 1938 году.
Первые годы работала в Казахском государственном Академическом театре г. Алма-Ата.
Затем в течение 65 лет выступала на сцене Южно-Казахстанского областного драматического театра им. Шанина в Шымкенте, где сыграла более 200 ролей, в том числе десятки главных ролей в пьесах самых разных жанров.
Первая в истории театра Казахстана актриса, сыгравшая Дездемону в трагедии Шекспира «Отелло».
В годы Великой Отечественной войны выступала с многочисленными концертами на полях сражений.
Свой 95-летний юбилей встретила на сцене родного театра.
В честь столетия Айши Абдуллиной в областном казахском академическом театре драмы имени Жумата Шанина состоялось торжество.
Последние годы жила в Кыргызстане. Ушла из жизни 26 ноября 2019 года, похоронена на Кенсайском кладбище в Алматы.

## Награды
- Орден «Знак Почёта» (1946)[4]
- Орден Отечественной войны (1946)
- Орден Парасат (2007)[5]
- Медаль «За трудовую доблесть» (05.11.1940) — «в связи с 20-летним юбилеем Казахской ССР, за достижения в развитии промышленности, сельского хозяйства, науки и искусства»
- медали СССР
- заслуженная артистка Казахской ССР (1942)
- народная артистка Казахской ССР (1958)
- Почётный гражданин Южно-Казахстанской области (2002)
- Государственная стипендия Первого Президента Республики Казахстан — Елбасы в области культуры (2018)[6]